# Mimeusemia basalis
Mimeusemia basalis är en fjärilsart som beskrevs av Walker 1854. Mimeusemia basalis ingår i släktet Mimeusemia och familjen nattflyn. Inga underarter finns listade i Catalogue of Life.